# Ascaloptynx oligocenica
Ascaloptynx oligocenica là một loài côn trùng trong họ Ascalaphidae thuộc bộ Neuroptera. Loài này được Nel miêu tả năm 1991.